# Stazione di Migliaro
La stazione di Migliaro è una fermata ferroviaria di superficie della ferrovia Ferrara-Codigoro. Si trova nel comune di Fiscaglia, in provincia di Ferrara; serve la frazione di Migliaro, già comune autonomo fino al 2014 e sede municipale, e le zone rurali circostanti.
È gestita da Ferrovie Emilia Romagna (FER).

## Storia
La stazione entrò in servizio all'apertura della linea ferroviaria, il 10 gennaio 1932.

## Strutture e impianti
La struttura è costituita da un unico fabbricato viaggiatori.
Il piazzale del ferro è dotato di un unico binario, servito da un marciapiede lungo 106 metri e alto 25 cm. Non sono presenti sottopassi.
Il sistema di informazioni ai viaggiatori è esclusivamente sonoro, senza tabelloni video di stazione.

## Movimento
La stazione è servita da treni regionali svolti da Trenitalia Tper nell'ambito del contratto di servizio stipulato con la regione Emilia-Romagna.
A novembre 2019, la stazione risultava frequentata da un traffico giornaliero medio di circa 170 persone (97 saliti + 73 discesi).